# Lake Compounce
Lake Compounce est un parc à thèmes situé à Bristol et sur une partie du village voisin, Southington dans le Connecticut, aux États-Unis. Le parc est installé autour d'un lac (d'où son nom) situé à Southington. C'est le parc d'attractions le plus ancien des États-Unis. Il appartenait depuis 1996 à Kennywood Entertainment. Le 11 décembre 2007, Kennywood Entertainment a annoncé la vente de Lake Compounce ainsi que de quatre autres parcs du nord des États-Unis au groupe espagnol Parques Reunidos.

## Histoire

### Les débuts
Il faut remonter jusqu'en 1846 pour percevoir les débuts de Lake Compounce. Le 6 octobre de cette année, John Norton, laisse le scientifique Samuel Botsford faire ses expériences sur les explosifs sur son terrain. Bien que les résultats soient peu convaincants, il remarque le nombre important de personnes venant pour voir ces essais. L'idée d'ouvrir un parc lui vient alors. Il aménage les bords du lac en y balisant un chemin, en installant des tables de pique-nique, en autorisant la baignade et en mettant en place des barques à rames. Il fait également construire un gazébo pour les concerts de musique et quelques premières attractions. Lake Compounce était officiellement ouvert.
Après son arrivée aux États-Unis, Norton a baptisé le lac du nom de John Compound, qui selon la légende se serait noyé dans ce même lac. Il donna alors à son parc le nom de Lake Compounce en hommage.
Le casino fut le premier bâtiment permanent sur la propriété, il a été construit en 1895 avec un restaurant au rez-de-chaussée et une salle de bal au premier étage. Le transport public se mit également en place cette année par la Bristol and Plainville Tramway Company.

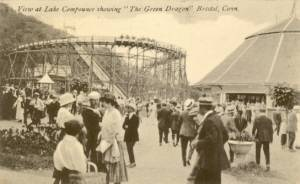
Green Dragon

En 1911, le parc achète un carrousel pour 10 000 $. Il est aujourd'hui inscrit dans le Registre national des lieux historiques.
En 1914, le parc accueille son premier circuit de montagnes russes. Green Dragon étaient des montagnes russes en bois « out & back ». Détruite en 1926, l'attraction est remplacée en 1927 par Wildcat, d'autres montagnes russes en bois, dessinées par Schmeck et construites par la Philadelphia Toboggan Company et fonctionnent toujours actuellement.
En 1933, Lake Compounce acheta un chemin de fer miniature à vapeur conçu et construit par l'acteur William Gillette. Le train fit son voyage inaugural en 1944 où plus de 100 000 passagers montèrent à bord sur plus de 35 tonnes de voies en acier sur un parcours encerclant complètement le lac.

### Changements de direction
Peu de changements pendant les décennies suivantes jusqu'aux années 1960/1970. Le parc est à cette époque sous la propriété de la Norton Corporation et ce jusqu'en 1966, date à laquelle Edouard G. Pierce, petit-fils d'Isaac (membre fondateur du parc), a vendu ses intérêts à la famille Norton. Pendant ces années, les bénéfices du parc sont modestes. Ils décident alors de le vendre à quelqu'un qui continuerai de l'exploiter, faisant bien attention de ne pas le confier à un promoteur immobilier. Le parc fut donc racheté en 1985 par le groupe HERCO qui possédait déjà Hersheypark.
Lake Compounce devient alors Hershey Lake Compounce. La direction tente de rénover le parc mais elle croule déjà sous les dettes et les factures laissées par les mauvaises exploitations des années précédentes. Le parc n'a ouvert pour sa saison 1986 qu'à partir du mois de juillet tellement les réparations et réhabilitations à faire étaient importantes. Le parc est mis en vente dès l'hiver 1986/87.
Au printemps 1987, Joseph Entertainment Group rachète le parc à bon prix et fait construire un amphithéâtre. Dès sa saison 1988, le parc fait se produire sur cette scène de grands artistes internationaux tels que Bob Dylan, Neil Young, Crosby, Stills & Nash, Ringo Starr, UB40, The Allman Brothers, Funkmaster Flex, Phil Collins, ... Le parc est alors renommé Lake Compounce Festival Park.
Malgré ces efforts, le parc va toujours mal, toutes les attractions ne sont pas opérationnelles, les dettes sont toujours là et en 1991 le parc est contraint de fermer ses portes. À ce moment, on croit le parc fermé pour toujours, mais c'est sans compter l'énergie du groupe mené par Steven Barbarino, motivé par l'idée de maintenir le plus vieux parc des États-Unis en activité. Ainsi, le parc ouvrit en 1992 uniquement pour un week-end et avec seulement une petite partie des attractions en service (lié au budget modeste). De même pour les années 1993 et 1994, tandis que Steven Barbarino continue à chercher un acheteur pour le parc, il fait ouvrir le parc les week-ends du mois de juillet et même si les attractions ne sont pas toutes ouvertes, il crée quand même l'évènement en organisant des concerts de groupes régionaux, il fait également ouvrir la plage. Ne trouvant aucun repreneur, son groupe décide finalement d'acheter le parc durant l'été 1994.
Ils continuent cependant à chercher un nouveau groupe pour ce parc. Toujours en 1994, Funtime Inc. accepte de contrôler le parc, le groupe ajoute alors au parc des toboggans, aménage la plage et la zone de baignade. Mais là encore les résultats ne sont que très modestes. Funtime Inc. fut à ce moment lui-même racheté par le groupe Premier Parks, propriétaire d'un autre parc appelé Riverside Park (aujourd'hui Six Flags New England). Préférant se concentrer sur ce dernier, Premier Parks abandonne Lake Compounce, toujours en péril.
Peu de temps après, cependant, des compagnies tels Anheuser Busch, Cedar Fair Entertainment, et Kennywood Entertainment sont venus négocier avec Steven Barbarino au sujet d'un éventuel achat du parc.

### De 1996 à nos jours
Au début de l'année 1996, un accord a été signé entre le propriétaire et Kennywood Entertainment (propriétaire du Kennywood, parc d'attraction historique de Pittsburgh).
Après quelques années où les problèmes de gestion financière du parc continuent, Kennywood s'est consacré à créer un parc familial. Toutes les attractions ont été réparées ou enlevées. Le Wildcat a été rénové et également rouvert. Quand le parc rouvre, c'est un vrai succès. Les visiteurs apprécient à nouveau le parc, de nouveaux toboggans aquatiques sont installés, des montagnes russes à looping, et en 2000 Boulder Dash, une montagnes russes en bois qui recevra en 2004 le Golden Ticket Awards par Amusement Today dans la catégorie meilleures montagnes russes en bois.
Entre 2000 et 2001, le parc a malheureusement connu une série noire d'accidents, faisant mauvaise publicité au parc.
Le parc s'est développé et possède aujourd'hui un parc aquatique ; Splash Harbor (le plus grand du Connecticut).

## Le parc d'attractions
Présentation des principales attractions du parc.

### Lesmontagnes russes
| Nom de l'attraction  | Type                             | Constructeur                  | Année |
| -------------------- | -------------------------------- | ----------------------------- | ----- |
| Boulder Dash         | montagnes russes en bois         | Custom Coasters International | 2000  |
| Kiddie Coaster       | Montagnes russes en métal junior | Molina & Son's                | 1997  |
| Phobia Phear Coaster | Montagnes russes lancées         | Premier Rides                 | 2016  |
| Wildcat              | montagnes russes en bois         | Dinn Corp.                    | 1927  |
| Zoomerang            | Montagnes russes navette         | Vekoma                        | 1997  |

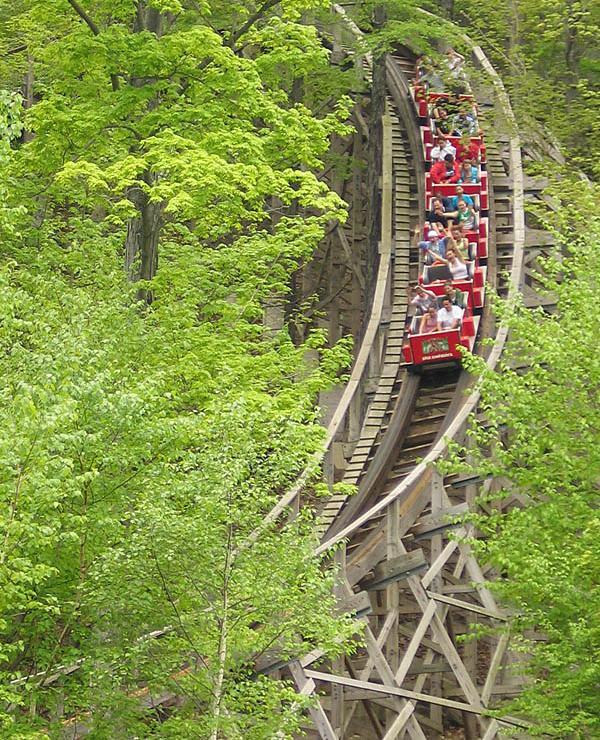
Boulder Dash
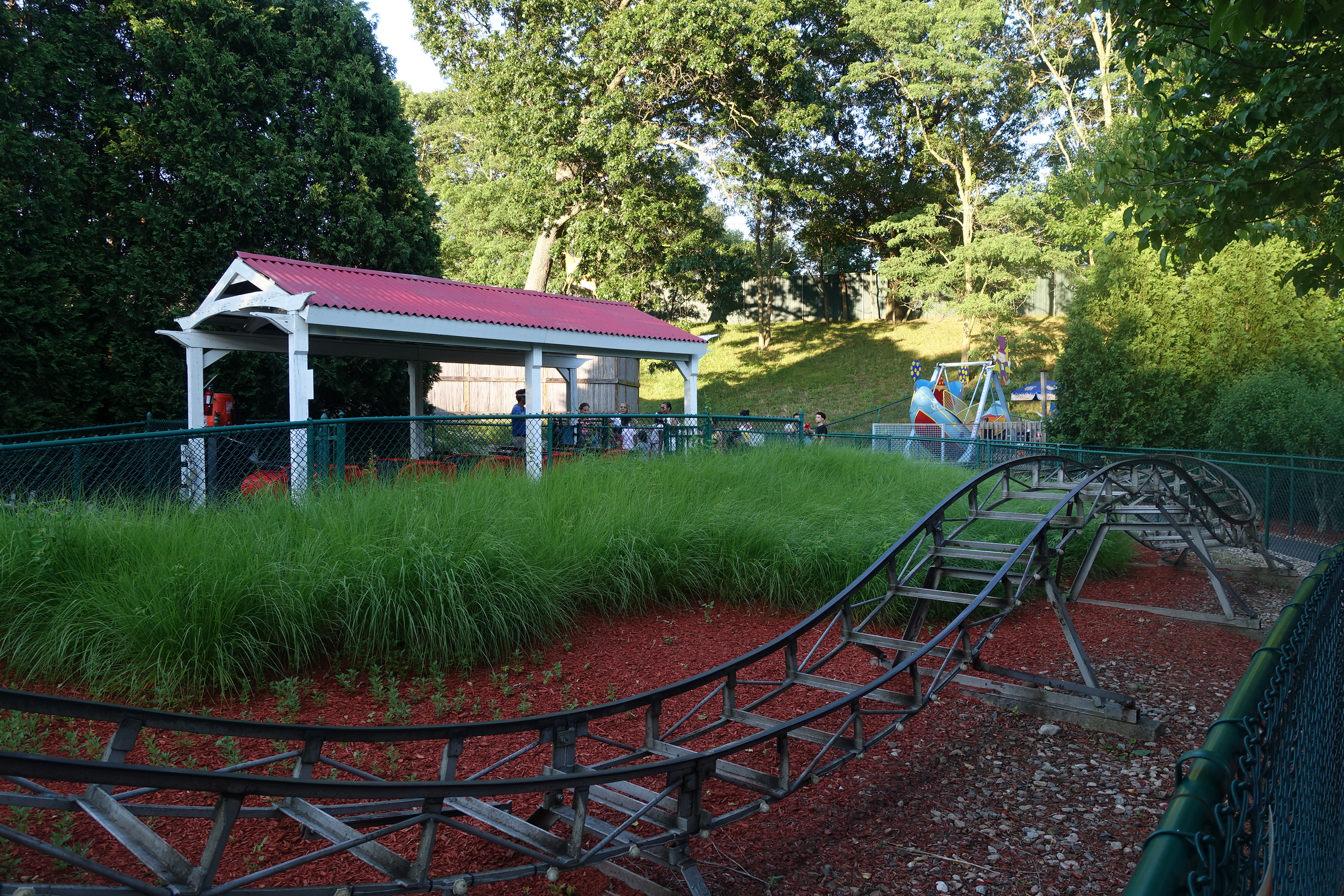
Kiddie Coaster
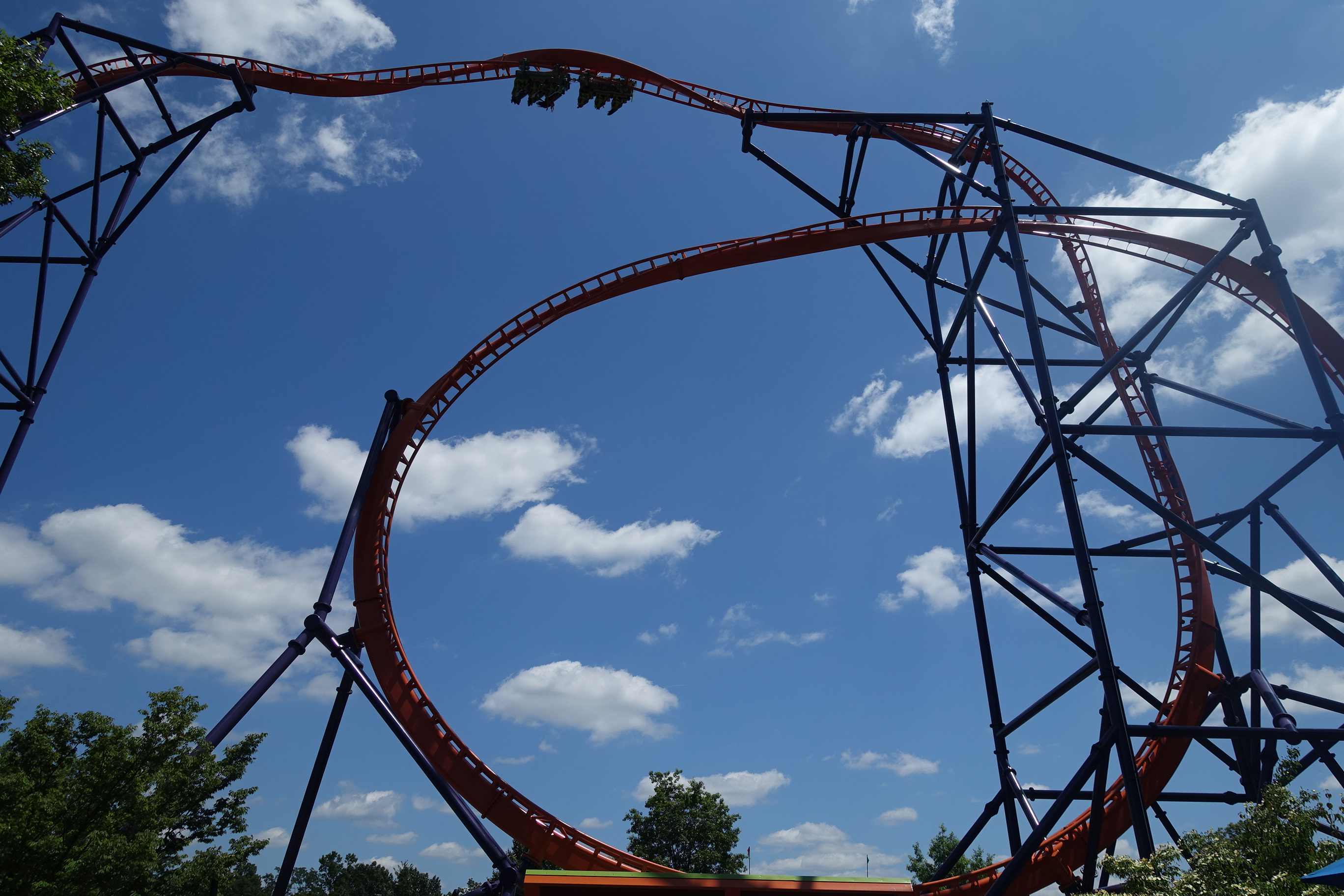
Phobia Phear Coaster
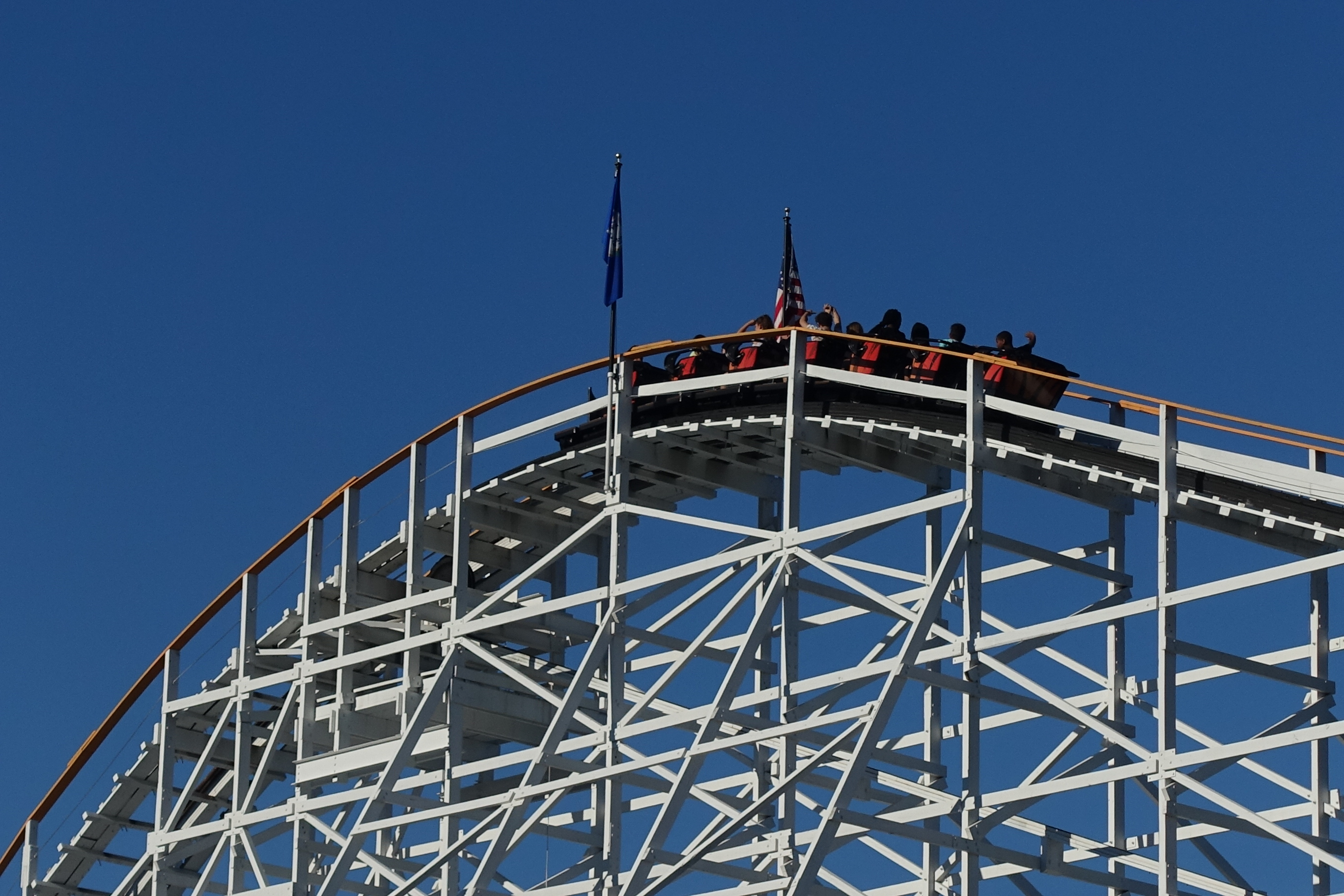
Wildcat
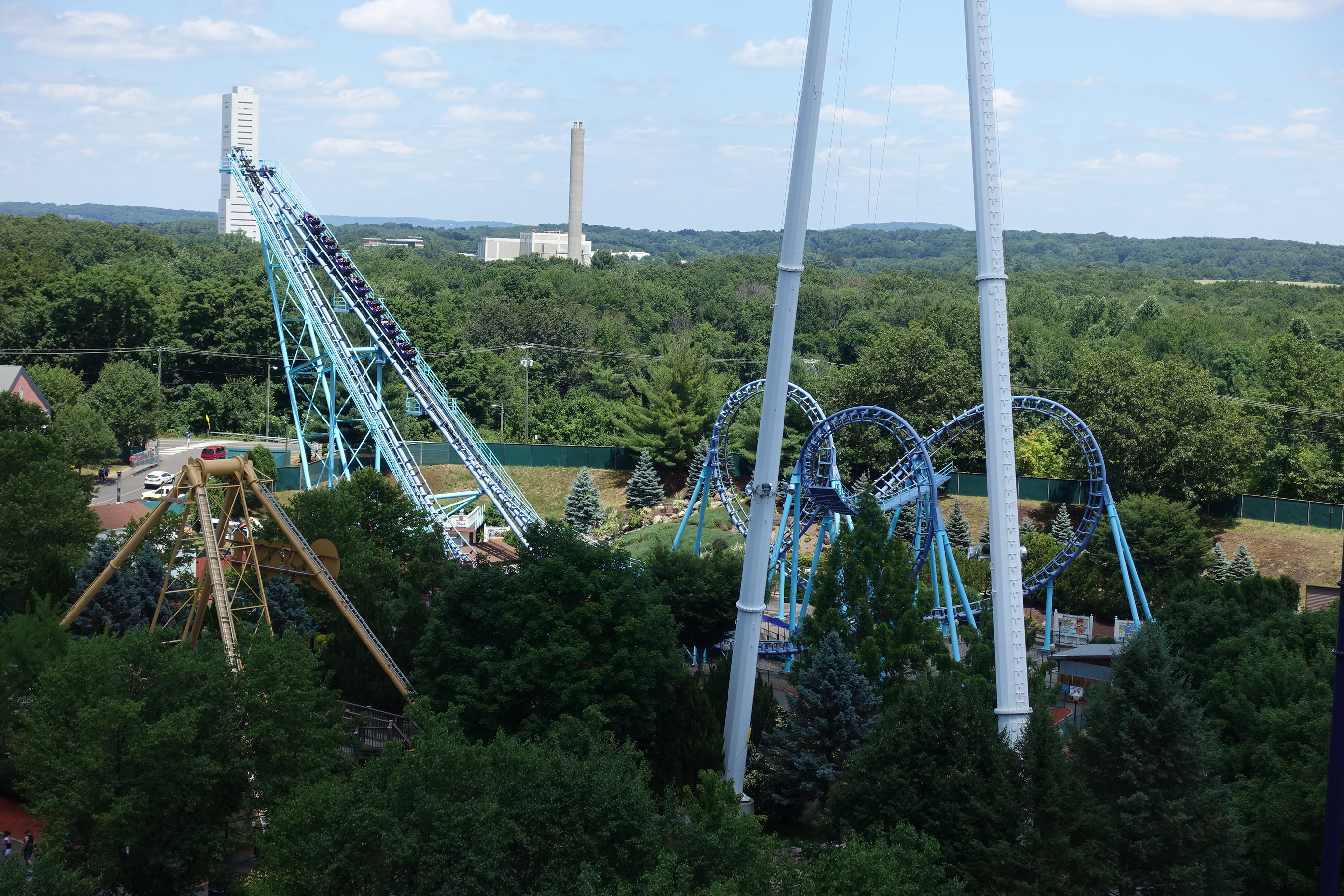
Zoomerang

### Les attractions aquatiques
- Anchor Bay - (2005)
- Clipper Cove - (2003)
- Lake Plunge - (1999)
- Lights Out - (1998)
- Saw Mill Plunge - Bûches (1987) Arrow Dynamics
- Thunder Rapids Raft Ride - Rivière rapide en bouée (1997) Hopkins Rides Inc
- Twister Sisters - (1985)

### Autres
- American Flyers - Flying Scooters (1997) Bisch Rocco
- Bumper Cars - Autos tamponneuses (1997) Reverchon International Design
- C.P. Huntington Train - Train
- Carousel - Carrousel (1911) Carmel/Looff/Stein & Goldstein/Murphy
- Compounce Mountain Skyride - Téléphérique (1997)
- Down Time - Turbo Drop (2004) S&S Worldwide
- Enterprise - Enterprise Huss Rides
- Garfield's Drop Zone - Tour de chute (2004) Moser's Rides
- Ghost Hunt - Parcours scénique (1999) ETF Ride Systems
- Giant Wheel - Grande roue (1997) Chance Rides
- Lakeside Trolley - Tramway (1997)
- Musik Express - Music Express Mack Rides
- Pirate Ship - Bateau à bascule Huss Rides
- Rainbow Riders - (2007) SBF Visa Group
- Rotor - Rotor (1997) Chance Rides
- Skycoaster - Skycoaster (1998) Sky Fun
- Thunder N' Lightning - Screaming Swing (13 mai 2006) S&S Worldwide
- Twister - Tornado (2000) Wisdom Industries
- Wave Swinger - Chaises volantes Zierer
- Zoomer's Gas N Go - Balade en voiture (2007)

## Le parc aquatique
Les attractions :
- Anchor Bay Over
- Clipper Cove Under
- Compounce Cabana Boat Under
- Keeper's Cottage Pool & Slides
- Lake Plunge
- Lights Out
- Mammoth Falls
- Twister Sisters